# Socialismus

Marx, Engels a Lenin. Červená je symbolem socialismu od 19. století, kdy byla popularizována Pařížskou komunou.

Socialismus (z latinského socialis, „družný, společenský“) je myšlenka a hnutí, které se snaží liberálně kapitalistický soukromovlastnický hospodářský a společenský řád nahradit systémem založeným na vlastnictví prostředků produkce pracovníky. Cílem socialismu je dosažení ideálů rovnosti, spravedlnosti a mezilidské solidarity cestou sociální reformy (tzv. reformní socialismus) nebo revolucí (tzv. revoluční socialismus). Socialismus si obecně klade tyto cíle: změna majetkových a právních vztahů ve společnosti, změna struktury hospodářství, boj proti privilegiím a změna nebo kompletní zrušení státního zřízení.
Socialismus je myšlenkový systém, který vznikl jako reakce na industrializaci. Samotný termín podléhá době a místu užití, kdy může znamenat velmi odlišné postupy. Oxfordský slovník světové politiky ho dělí na sociálně-demokratický, marxistický a utopický (komunistický).

## Význam slova socialismus

### Ekonomický systém
V širším smyslu jde o různě definovaný ekonomický systém. V marxismu se termín socialismus často používá jako synonymum k nižší fázi komunismu. Někdy se ale termín socialismus používá jako synonymum k přechodnému období z kapitalismu k nižší fázi komunismu, charakterizované státním vlastnictvím výrobních prostředků, kolektivismem, ekonomickým intervencionismem a státem řízeným a plánovaným hospodářstvím. Anarchistické a libertariánské pojetí socialismu naproti tomu prosazuje decentralizované plánování, některé novější směry pak od plánování zcela upouští a upřednostňují tržní alokaci v rámci ekonomiky založené na společném vlastnictví. V ekonomickém smyslu se častokrát socialismus používá jako protiváha kapitalismu.

### Politická ideologie
Socialismus je také považován za jednu ze tří nejvýznamnějších politických ideologií, spolu s liberalismem a konzervatismem. Toto slovo také používají různé levicové myšlenkové směry a proudy ve spojeních jako demokratický socialismus, křesťanský socialismus, komunální socialismus, národní socialismus nebo sociální demokracie.
V komunistických režimech byl prosazován pojem reálný socialismus, jenž měl ve slovníku ideologů označovat jakýsi "reálný" předstupeň té pravé komunistické společnosti.

## Historický vývoj
Původ slova socialismus je datován do počátku 19. století a spojován se jmény Pierre Leroux, Marie Roch Louis Reybaud nebo Robert Owen. Za autora termínu je považován Henri de Saint-Simon, který ho měl použít jako protiváhu k tehdejšímu pojetí liberalismu.
Kořeny socialismu jsou však mnohem starší, jisté náznaky se objevují již v pozdním starověku, například u Peršana jménem Mazdak. Ve starověkém Řecku poté v části učení filozofů Platóna a Aristotela. Platón například věřil ve společné vlastnictví, a to nejen majetku, ale i žen a dětí. Své pohledy popsal jako ideje ideálního státu, ve stejném duchu později pokračovali takzvaní utopičtí socialisté. 

### Utopický socialismus
Zakladatelem byl Angličan Thomas More, renesanční humanista, který sepsal dílo Utopie. Za základní buňku svobodného státu považoval rodinu. V jeho ideálním pojetí práce trvá pouze šest hodin, zbylý čas je věnován vědám a umění.
Brzy ho následoval Ital Tommaso Campanella, který ve své knize „Sluneční stát“ (1602) popisuje ideální společnosti, kde neexistuje soukromé vlastnictví a společná práce je zárukou hojnosti. Současně je zde přísně předepsán způsob života a autokratická vláda kněží, která je v podstatě teokratická.
Prvky utopického socialismu lze ovšem najít již dříve u středověkých „kacířů“ (bogomilové, valdenští, sestry svobodného ducha, bekyně), v programech některých rolnických povstání za feudalismu, v husitství (táborité), u Thomase Münzera (vůdce selské války v Německu, který vyzýval povstavší rolníky k nastolení „království božího na zemi“). Revoluční směr utopického socialismu potom vyvrcholil v babeufismu, pojmenovaném jménem jeho vůdce a nejdůležitějšího teoretika Graccha Babeufa – šlo o revoluční hnutí ve Francii 18. století, usilující o „Republiku rovných“ – jednotnou, z jednoho centra řízenou celonárodní komunu, v roce 1796 hnutí zorganizovalo „Spiknutí rovných“, které však bylo odhaleno.
Prvním moderním obhájcem socialismu byl francouzský hrabě Henri de Saint-Simon, který navíc obhajoval formu vlády zvanou meritokracie a kladl důraz na byrokracii a industrializaci. Na tyto tradice dále navázali socialisté Charles Fourier a Robert Owen. Robert Owen si představoval budoucí beztřídní společnost jako svobodnou federaci samosprávných komun a sám se je neúspěšně pokoušel zorganizovat. Dále pak Pierre-Joseph Proudhon, Louis Blanc nebo Charles Hall.
K předchůdcům socialismu se rovněž řadí Jean Jacques Rousseau a frakce zběsilých velké francouzské revoluce, která také přinesla nový pohled na lidská práva.

### Vědecký socialismus
V době průmyslových revolucí 19. století se socialistická ideologie vytvářela ve Francii, Velké Británii a Německu. Pojem vědecký socialismus pochází od starých anglických a francouzských socialistů. Pierre-Joseph Proudhon považoval svou podobu socialismu (tzv. mutualismus) za vědecký socialismus. K vědeckému socialismu jsou často přiřazováni také svým učením Karl Marx a Friedrich Engels. Jejich materialisticky zaměřená teorie s tzv. marxistickou periodizací dějin předpokládala, že dělnická třída, nositel třídního boje, převezme moc v socialistické revoluci, kterou zapříčiní nerovnováha mezi výrobními silami a výrobními vztahy. Mimo marxismus stály teorie družstevnictví (navržené Ferdinandem Lassallem) či anarchistická filosofie. Tyto prvky ovšem socialismus také silně ovlivnily.
Od 19. století bylo slovo socialismus široce používáno v nejrůznějším kontextu, jak těmi, kteří sami sebe považovali za socialisty, tak jejich oponenty. I když jsou rozdíly mezi jednotlivými skupinami socialistů velké, existuje shoda na tom, že mají své kořeny v zápasech dělníků v devatenáctém a dvacátém století a že jednají podle principů solidarity a obhajují sociálně spravedlivou rovnostářskou společnost s ekonomikou založenou na společném vlastnictví, která se vyznačuje upřednostňováním kolektivních práv a zájmů před individuálními a společenským pojetím práce – socialisté usilují o socializaci (zespolečenštění) výrobních prostředků a likvidaci společenských tříd. Dle jejich názoru bude takový model řízení společnosti přinášet prospěch všem bez rozdílu, nikoliv jen malé skupině. Organizace socialistických hnutí začala již ve 30. letech 19. století vznikem Svazu spravedlivých (následně Svazu komunistů). Mezinárodní význam měla Internacionála.
V 80. letech 19. století došlo v Německu ke sjednocení marxistů a zastánců družstevnictví. Tím byla vytvořena sociálnědemokratická strana s tzv. Gothajským programem.
V 90. letech pak začalo štěpení sociální demokracie na:
1. ortodoxní marxismus: Karl Kautsky
2. revizionismus: Eduard Bernstein, který poukazoval na to, že ekonomické a politické předpovědi marxismu se nepotvrdily a požadoval dosáhnout cíle socialismu parlamentní cestou
3. revoluční marxismus
  1. demokratický: Rosa Luxemburgová
  2. nedemokratický, marx-leninismus: Vladimir Iljič Lenin

Po první světové válce došlo kvůli přetrvávajícím rozporům k faktickému rozštěpení socialistického hnutí. Zatímco radikální socialistická platforma dala vzniknout komunistickým stranám, z umírněného sociálnědemokratického směru se vytvořily strany blízké levostředové orientaci.

## Formy socialismu
- raný socialismus – družstevní (svépomocná družstva) a utopický socialismus
- ricardiánský socialismus
- marxismus
  - leninismus
  - stalinismus
  - marxismus-leninismus
  - trockismus
  - maoismus
- neomarxismus
- postmarxismus
- reformní socialismus – viz revizionismus, sociální demokracie, fabiánský socialismus (Fabiánská společnost)
- křesťanský socialismus
- národní socialismus – viz Česká strana národně sociální, Česká strana národně socialistická
  - africký socialismus, arabský socialismus, guevarismus, castrismus
- sociální anarchismus (anarchokolektivismus, anarchokomunismus)
- syndikalismus (anarchosyndikalismus)
- demokratický socialismus
- libertariánský socialismus
- tržní socialismus
- reálný socialismus
- socialismus 21. století
- státní socialismus
- eko-socialismus

### Sporný nacionální socialismus
Sami nacisté (i fašisté) považovali své hnutí za pravicové a stavěli se do opozice k levicovým stranám, zejména pak radikálním komunistům. Tento pohled dokládá i jejich předválečná orientace v německém parlamentu, kde spolupracovali s pravicovými stranami, a levicovými naopak pohrdali (později likvidovali). Na druhou stranu samotný název strany NSDAP obsahuje slovo socialismus a obdobně jejich ekonomický slogan „Zájem společnosti má přednost před zájmem jednotlivce“ odkazuje k socialistickým idejím. Někteří neoliberálové tak ve 20. století přišli s vyšší úrovní dělení socialismu na internacionální, kam řadí například komunismus, a nacionální, kam podle nich spadá právě nacismus s fašismem. Na tomto řazení však dodnes nepanuje jednoznačná shoda.

### Socialistická filozofie
Socialismus čerpá z výrazně staršího filozofického sporu kolektivismu a individualismu. Na otázku, zda by měl být cílem kolektiv nebo jednotlivec, odpovídá jednoznačně, a sice kolektiv. Z filozofického hlediska pak na tento kontrast pohlíží socialismus coby na spor protikladů, jenž lze překonat pouze zavržením jednoho a přijetím druhého (viz dialektický materialismus). V období osvícenství byl tento konflikt překonán individualistickým společenským proudem prostřednictvím harmonie zájmů. Osvícení učenci ukázali, že tyto problémy, o něž se vedly spory, ve skutečnosti neexistují. V ekonomii jsou tyto myšlenky všeobecně známy jako koncept neviditelné ruky trhu, publikované původně Adamem Smithem, jenž lze interpretovat tak, že i sobeckými (individualistickými) zájmy lze dosáhnout kolektivního blaha. Socialismus tento spor, zdánlivě vyřešený ve prospěch individualistů (v tomto smyslu též liberálů), znovu otevírá.

### Vývoj společnosti
Před formulací socialistických myšlenek si filozofové vysvětlovali historii lidské společnosti různě. Kupříkladu Hegel chápe dějiny světa jako pokrok v uvědomování si svobody, doslova píše: „(...) v orientu vědí, že pouze jeden je svobodný, v Řecku a Římě, že někteří jsou svobodní, ale my víme, že všichni lidé jsou svobodní jako takoví, že člověk je svobodný jako člověk.“ Rozvíjí tak myšlenky Immanuela Kanta, který o období osvícenství přemýšlí, jako o vyjití ze zaviněné nedospělosti, kdy se své svobody bál a nechával se vést jinými.
Pro socialisty jsou dějiny společnosti nejčastěji historií konfliktů. Některé socialistické proudy na tento konflikt nahlížejí obecně jako na třídní spor, jiní jako na spor svobodných a nesvobodných, utlačovaných a utlačovatelů. Karl Marx, obecně považovaný za zakladatele teorie konfliktů, zformuloval své filozofické myšlenky poprvé v Komunistickém manifestu (1848), ve kterém napsal: „Dějiny všech dosavadních společností jsou dějinami třídních bojů.“ Dějiny lidstva jsou pro něj sporem vlastníků výrobních prostředků (v nejširším smyslu) a dělníků (často označovaném i jako spor buržoazie a proletariátu). Marx se v tomto smyslu opírá o historický materialismus. Socialistické proudy se i přes svou odlišnost shodují na tom, že takový spor, jakkoliv jej budeme nazývat, lze vyřešit pouze přechodem k socialistické beztřídní společnosti, kde jsou výrobní prostředky vlastněny kolektivem.

#### Marxistická společnost
Na stát Marx pohlíží dvojím způsobem. Dle jednoho je stát nástrojem třídní nadvlády, který zanikne, jakmile se moci ujme proletariát. Engels o tomto Marxově smýšlení pojednává doslova: „Jakmile zde nebude společenská třída, kterou by bylo nutno utlačovat, (...), pak zde již nebude důvod útlaku a nic, co by vyžadovalo represivní moc státu.“ Na druhé straně v dřívější tvorbě Marx zastává názor, že mezi kapitalistickou a socialistickou společností musí nastat politické přechodné období, kdy nemůže existovat jiný stát než stát revoluční diktatury proletariátu.
Podle marxismu-leninismu je zmíněná první fáze komunistické společnosti (souhrnně často označovaná jako socialismus) společností, která vznikne, když socialistická revoluce porazí kapitalismus. Po vybudování beztřídní společnosti nastane druhá fáze komunistické společenské formace (často označovaná jako komunismus). Podle Lenina je stát nutný k obraně socialismu před kapitalismem v době imperialismu a jeho dekonstrukce může nastat až tato hrozba pomine. Hlavní inspirací pro Lenina byl v tomto smyslu osud Pařížské komuny.

## Ekonomická teorie
V socialismu je vlastnictví všech výrobních prostředků v rukou společnosti, přičemž konkrétní forma vlastnictví se odvíjí od jednotlivých socialistických proudů. Může zahrnovat státní, družstevní či obecně komunitní vlastnictví v rukou odborů, samospráv pracujících, obcí či komun. Řízení výrobních prostředků je organizováno společensky (kolektivně) nikoli soukromě (individuálně). Proces převodu vlastnictví ze soukromého sektoru do státního sektoru se nazývá socializace či zespolečenštění, pomocí čehož usiluje socialismus o eliminaci vykořisťování, odcizení a námezdní práce.
Na rozdíl od liberalismu předpokládá socialismus pouze tři základní ekonomická práva: právo na celý produkt práce, právo na živobytí a právo na práci. Právo na živobytí pak Menger definuje takto: „Každý člen společnosti si může nárokovat, aby zboží a služby nutné k udržení jeho živobytí byly přiděleny jemu podle existujících prostředků, než dojde na uspokojování méně naléhavé potřeby druhých.“ Vágnost sousloví udržení živobytí se stala předmětem kritiky liberálních ekonomů, neboť podle nich vede k nemožnosti objektivního meziosobního srovnání naléhavosti potřeb.
V původním přístupu socialistické ekonomie jsou výrobní prostředky využívány k přímé produkci statků za účelem jejich využití, a to bez užití ekonomické kalkulace a dalších zákonů trhu. Socialistické hospodářství rovněž pokládá klasické součásti tržní ekonomiky, jako mzdu, úrok, zisk, ale i samotné peníze, za zbytečné. Plánovaním ekonomické aktivity lze tyto nástroje obejít.
Tržní socialismus naproti tomu odkazuje na řadu ekonomických teorií, které prosazují tržní mechanismy k řízení produkce a alokace jejích výstupů v rámci ekonomiky založené na společném vlastnictví, kde by byla ekonomická nadhodnota (zisk) rozdělována ve společnosti skrze sociální dividendy v kontrastu k soukromému vlastnictví zisků. Podniky by v takové ekonomice byly řízeny kooperativně skrze samosprávy pracujících.

## Kritika socialismu
Liberální ekonomové považují za nejucelenější soubor kritiky socialismu založeného na ekonomickém plánování dílo rakouského ekonoma Ludwiga von Misese – Socialismus, ekonomická a sociologická analýza. Autor v ní rozebírá nejrůznější společenské aspekty socialismu a předkládá důvody, proč postulované myšlenky ve skutečnosti nefungují. Dlužno poznamenat, že velká část jeho předpokladů o (ne)funkčnosti státního socialismu založeného na ekonomickém plánování byla empiricky potvrzena na ekonomikách zemí východního bloku zejména ve druhé polovině 20. století.
Ukážeme však na některé ze základních a kritiky často opakovaných myšlenek.
1.  Vyhlazení konkurence, protože soukromé vlastnictví není možné od konkurence oddělit. Ve skutečnosti je konkurence považována za přirozený prvek jakékoliv sféry lidského zájmu a úsilí. Úspěch (nebo neúspěch) každého jednotlivce nebo společnosti je obecně považován za přímý důsledek jejich schopnosti (nebo neschopnosti) soupeřit proti jiným jednotlivcům nebo společnostem. Schopnost, svoboda a sklon soupeřit je tedy pohonným motorem jak jednotlivců, tak i organizací či krajin dosahovat lepší výsledky a jakýkoliv pokus o omezení, natož vyhlazení konkurence může podlomit pokrok, který bychom od světa očekávali. 
2. Vyhlazení volného obchodu a koupě či prodeje komodit. Tento bod, stejně jako předchozí, je mezi kritiky považován za silně kontroverzní a nepraktický. Hlavním důvodem je, že mezinárodní obchod je považován za důležitý prvek každé krajiny na cestě za zvýšením ekonomického a technologického rozvoje a může sloužit k prospěchu dané krajiny množstvím specifických způsobů. Zejména se jedná o (a) umožnění dosahu zahraničního zboží, služeb a technologií; (b) být spouštěčem inovace a kreativity v domácí ekonomice; (c) být důvodem pro vytvoření nových pracovních příležitostí; (d) být potenciálním a spolehlivým zdrojem cizích rezerv pro danou krajinu; (e) být důvodem pro mír a přátelské vztahy mezi obchodujícími zeměmi, v neposlední radě pak; (f) fungovat jako kanál pro potenciální přebytek. 
3.  Nemožnost racionální alokace zdrojů jako důsledek centralizovaného ekonomického plánování. Volný obchod totiž spoléhá na mechanismus tvorby cen, kde každý jedinec má právo rozhodnout prostřednictvím své ochoty utratit peníze za libovolné produkty či služby a o tom, jak budou zdroje rozdistribuovány. Cena obsahuje informaci o hojnosti a poptávce zdrojů a na jejím základě je možné podniknout opatření proti nedostatku nebo přebytku. Argument tedy zní, že tohle je jediné možné řešení a bez informace získané z tržních cen není možné racionálně alokovat zdroje.  
4.  Nerealistické nároky na rozdělení jakékoliv společnosti na „utlačovatele“ a „utlačované“ jsou označovány za mylnou představu reality, protože členové skupiny „utlačitelů“ mohou kdykoliv přejít do třídy „utlačovaných“ skrze nesprávného řízení svého majetku nebo nepředvídatelné náhody. Naopak, někteří členové třídy „utlačovaných“ se mohou zařadit do třídy „utlačovatelů“ skrze svou vlastní vynalézavost, tvrdou práci nebo pouhé štěstí. Velké korporace či obchodní entity jsou nezřídka založeny a rozvinuty z ničeho malými farmáři, dělníky nebo nezaměstnanými a takoví podnikatelé popírají již zmíněné rozdělení. Jejich přínos pro socioekonomický pokrok by měl podle některých být motivován, nikoliv zatracován. 
5.  Rozpor s „lidskou náturou“ chápanou ve smyslu vnitřních dispozicí a rysů lidské bytosti, mezi které patří: (a) sklon k být součástí komunity a žít jako její součást spíše než žít samostatně; (b) sklon k slobodnému myšlení, výběru či konání; (c) sklon k férovému zacházení; (d) sklon k hledání požitku, odpočinku či zábavy; (e) tendence se egoisticky zabývat svými vlastními potřebami a tužbami. Ne všechny z uvedených aspektů však musí být nutně považovány za socialismem potlačované. 
6.  Nezřídka bývá také poukazováno na masové vyvražďovaní komunistickým státem. Zastánci socializmu však argumentují, že vyvražďování bylo způsobeno konkrétním diktátorským režimem a ne socialismem jako takovým a poukazují na války, kterých příčinou byl mimo jiné i kapitalismus a které si také vyžádali nespočet obětí.

### Ekonomická kalkulace a teorie pracovní hodnoty
Problém ekonomické kalkulace je kritikou centrálního ekonomického plánování, které existuje v některých formách socialismu. Poprvé jej v roce 1854 popsal pruský ekonom Hermann Heinrich Gossen, následně na něj v roce 1902 navázal nizozemský ekonom Nicolaas Pierson, v roce 1920 Ludwig von Mises a později Friedrich Hayek.
Mises ve svých pracích zastává názor, že socialismus je nepraktický a neefektivní ekonomický systém, který je odsouzen k nezdaru. Tvrdí, že socialismus neposkytuje nezbytné podněty pro ekonomickou efektivitu, inovace a pokrok a podkopává základní principy individuální svobody a soukromého vlastnictví. Za hlavní chybu socialistického ekonomického plánování Mises označuje problém ekonomické kalkulace. V kapitolách knihy Socialismus: Ekonomická a sociologická analýza věnujícím se hospodářským tématům například Mises uvádí, že ve skutečně socialistické společnosti není možno provádět ani natolik základní činnosti, jako je ekonomická kalkulace. Doslova píše (str. 145): „(...) v tržním prostředí je v jakémkoli velkém podniku vždy možné určit, s jakým úspěchem jednotlivá oddělení pracovala, a učinit rozhodnutí týkající se reorganizace, omezení nebo rozšíření existujících oddělení. (...) V socialistické společnosti to stejným způsobem není možné. Oddělené účty pro různé provozy jednoho a téhož podniku jsou možné jen tehdy, když jsou ceny všech druhů zboží stanovovány na trhu. Když trh neexistuje, neexistuje ani cenový systém, a když neexistuje cenový systém, nemůže být ani ekonomická kalkulace.“ Bez tržních cen nemohou socialističtí plánovači vědět, jak co nejefektivněji alokovat zdroje, což vede k ekonomickému plýtvání, neefektivitě a stagnaci. Mises také tvrdí, že socialismus nabourává svobodu jednotlivce a soukromé vlastnictví. Tvrdí, že socialismus nevyhnutelně vede ke koncentraci moci v rukou státu, což jednotlivce zbavuje jejich vlastnických práv a svobody volby. Zrušení soukromého vlastnictví vede ke ztrátě motivace k podnikání a inovacím, protože jednotlivci již nemají motivaci investovat do kapitálu a technologií.
Hayekův názor na ekonomickou kalkulaci do značné míry vychází z prací Ludwiga von Misese. Dle Hayeka je též tržní systém se svým decentralizovaným cenovým systémem pro efektivní alokaci zdrojů nezbytný. Na konkurenčním trhu se relativní nedostatek zboží a služeb odráží v jejich cenách. Výrobci a spotřebitelé se na základě těchto cen racionálně rozhodují, což vede k efektivní alokaci zdrojů. Naproti tomu v socialistickém systému, kde výrobní prostředky vlastní a kontroluje stát, tento cenový systém chybí. Bez cen, kterými by se řídila rozhodnutí o alokaci zdrojů, by socialističtí plánovači neměli možnost poznat relativní nedostatek zboží a služeb, což by vedlo k neefektivní alokaci. Hayek tvrdí, že pokusy o vytvoření centrálního plánovacího orgánu pro alokaci zdrojů by selhaly kvůli "problému znalostí". Centrální plánovači by neměli přístup k místním znalostem nezbytným pro přijímání efektivních ekonomických rozhodnutí. Znalosti potřebné k přijímání ekonomických rozhodnutí jsou rozptýleny po celé společnosti a je obtížné je shromažďovat a centralizovat. Hayek také poukazuje na to, že absence systému zisku a ztráty v socialistickém systému ztěžuje hodnocení úspěšnosti různých podniků. V tržním systému jsou podniky, které jsou ziskové, odměňovány, zatímco ty, které ziskové nejsou, jsou trestány. Tento mechanismus zpětné vazby zajišťuje, že zdroje jsou přidělovány efektivně. Naproti tomu v socialistickém systému neexistuje mechanismus, který by určoval, které podniky jsou úspěšné a které ne.
Hayekem navrhované řešení problému socialistické kalkulace spočívá v zavedení konkurence do socialistického systému. Navrhuje, aby stát umožnil soukromým podnikům působit v rámci socialistického systému a konkurovat státním podnikům. Tato konkurence by vytvořila cenový systém, který by umožnil efektivní alokaci zdrojů.
Český ekonom Joseph Schumpeter tvrdil, že problém ekonomické kalkulace je pro socialistické plánovače v podstatě neřešitelný, protože k jeho efektivnímu provedení je zapotřebí nemožné množství znalostí a zkušeností. Schumpeter se domníval, že jediným způsobem, jak může centrální plánovač přesně určit hodnotu zboží a služeb, je cenový mechanismus. Podle Schumpetera jsou ceny výsledkem složité sítě individuálních rozhodnutí spotřebitelů a výrobců v decentralizované tržní ekonomice. Tržní ekonomiku chápal jako spontánní a decentralizovaný proces tvůrčí destrukce, který se opírá o inovace podnikatelů a vytváření nových výrobků a služeb. Schumpeterova argumentace vycházela z předpokladu, že znalosti jsou v tržní ekonomice značně rozptýlené a je obtížné je centralizovat. Podle Schumpetera je nemožné, aby centrální plánovač získal a zpracoval všechny relevantní informace potřebné k přijímání ekonomických rozhodnutí. Jediným způsobem, jak může společnost efektivně alokovat zdroje, je podle něj cenový mechanismus, který signalizuje relativní nedostatek zboží a služeb a směřuje zdroje k jejich nejhodnotnějšímu využití.
Představitel anarchokapitaliskmu Hans-Hermann Hoppe podobně jako jeho rakouští kolegové tvrdí, že socialismus nemůže efektivně alokovat zdroje, protože mu chybí tržní mechanismus pro stanovení hodnoty zboží a služeb. Hoppe také tvrdí, že socialismus vede k nesprávnému rozdělování zdrojů v důsledku neexistence soukromých vlastnických práv. V socialismu vlastní výrobní prostředky stát a rozhoduje o způsobu rozdělování zdrojů. Tato centralizovaná kontrola vede k ekonomické neefektivitě, protože neexistuje konkurence ani motivace pro výrobce, aby zlepšovali své výrobky nebo snižovali náklady.
Pierre-Joseph Proudhon se ve své Obecné myšlence revoluce v 19. století zabývá podobnými otázkami kalkulace, ale navrhuje také určitá dobrovolná opatření, která by rovněž vyžadovala ekonomickou kalkulaci. Leon Trockij, zarytý zastánce decentralizovaného ekonomického plánování, tvrdil, že centralizované ekonomické plánování by bylo "neřešitelné bez každodenní zkušenosti milionů, bez jejich kritického přezkoumání vlastní kolektivní zkušenosti, bez jejich vyjádření jejich potřeb a požadavků a nemohlo by být provedeno v rámci oficiálních svatyní" a "i kdyby se politbyro skládalo ze sedmi vševědoucích géniů, ze sedmi Marxů nebo sedmi Leninů, stejně nebude schopno samo, s veškerou svou tvůrčí představivostí, prosadit velení nad ekonomikou 170 milionů lidí". Na rozdíl od neexistence trhu lze tržní socialismus považovat za alternativu k tradičnímu socialistickému modelu. Teoreticky je základním rozdílem mezi tradiční socialistickou ekonomikou a tržní socialistickou ekonomikou existence trhu výrobních prostředků a kapitálových statků. Socialističtí zastánci zrušení trhu odpovídají, že zastánci kapitalismu a zejména rakouské školy sice uznávají, že rovnovážné ceny neexistují, nicméně tvrdí, že tyto ceny lze použít jako racionální základ, když tomu tak není, a proto trhy nejsou efektivní. Podle socialistů zastánců zrušení trhu umožňuje decentralizované plánování vznik spontánně samoregulujícího se systému řízení zásob (spoléhajícího se výhradně na věcnou kalkulaci), což zase rozhodujícím způsobem překonává námitky vznášené argumentem ekonomické kalkulace, že každá ekonomika velkého rozsahu se musí nutně uchýlit k systému tržních cen.
Marx na tuto kritiku odpovídá rozpracováním teorie pracovní hodnoty, která říká, že hodnota statku se odvíjí od průměrného množství práce, jež byla vynaložena k jejímu vytvoření, a není tedy závislá na množství práce potřebné k výrobě konkrétního výrobku. Mimo jiné tvrdí, že jakmile společnost převezme vlastnictví výrobních prostředků a začne řídit společenskou produkci, pak se práce každého člověka stane přímou společenskou prací, (...), a každodenní zkušenost ukáže, kolik je jí v průměru zapotřebí. Marx s Engelsem zde otevřeně opouští všeobecně uznávanou teorii nabídky a poptávky.
Snaha o zjištění celkového národního kapitálu nebo důchodu na základě cen, které nestanovil trh, je ovšem zavádějící, neboť je značně subjektivní a nezohledňuje skutečný zájem společnosti o danou komoditu (běžně vyjadřovaným v penězích). Předpoklady teorie pracovní hodnoty nesplňují jednu z podmínek, za kterých je možno provádět ekonomickou kalkulaci, a sice, že statky musí být směnitelné a musí být směňovány na trhu. Právě tržní tvorba cen zaručuje jasnou indikaci efektivity využívání výrobních prostředků a nelze ji správně stanovit jiným způsobem.

### Sociální smír
Socialisté, zejména ti radikální, přednáší myšlenky, že buržoazie (kapitalisté) vedou spor s proletariátem, a v tomto smyslu je jejich mírové soužití nemožné. Proti tomu liberálové staví myšlenku, že základním předpokladem úspěšného ekonomického jednání jsou stabilní podmínky, tedy že ekonomické jednání vyžaduje mír a vylučuje projevy násilí. K tomu v liberálních demokraciích slouží zákony, jejichž mírová funkce je úzce spjata také s vlastnictvím (viz vlastnické právo), zatímco v socialismu jsou tyto zákony rušeny.